# ВСМПО-Ависма
ПАО «Корпорация ВСМПО-АВИСМА» — российская металлургическая компания, производящая титан и изделия из него; крупнейший в мире производитель титана.
Компания производит более 90 % российского титана, экспортирует продукцию в 50 стран мира, имея около 450 заказчиков.
Является единственной в мире титановой компанией, осуществляющей полный цикл производства — от переработки сырья до выпуска конечной продукции. Кроме продукции из титана и титановых сплавов ПАО «Корпорация ВСМПО-АВИСМА» производит также прессованные крупногабаритные изделия из алюминиевых сплавов, полуфабрикаты из легированных сталей и жаропрочных сплавов на никелевой основе.
Ежегодно компания производит порядка 30 тысяч тонн титановой продукции, часть идёт на экспорт. В её число входят: слитки, многофункциональные биллеты, слябы повышенной прямоугольности, крупные штампованные поковки дисков и лопаток авиационных двигателей, сложноконтурные поковки для авиации, шассийные и конструкционные штамповки в том числе с черновой механической обработкой, раскатные кольца, профили, бесшовные и сварные трубы и другое.
Алюминиевая часть предприятия включает в себя производство слитков, прессованных профилей, панелей, труб, а также холодно-деформированных труб и труб для атомной промышленности.
Кроме того, корпорация производит ферротитан, один из самых распространённых ферросплавов.
Компания глубоко интегрирована в мировую авиакосмическую индустрию.
Основные потребители продукции ПАО «Корпорация ВСМПО-АВИСМА» — мировые лидеры в области авиа- и двигателестроения, в том числе Boeing, Airbus, Embraer, Collins Aerospace (англ.), Messier-Bugatti-Dowty (англ.), Rolls-Royce plc, Safran SA, Pratt&Whitney.
Полное фирменное наименование компании на русском языке — публичное акционерное общество «Корпорация ВСМПО-АВИСМА», на английском языке — Public Stock Company «VSMPO-AVISMA Corporation».
В составе корпорации две промышленные площадки — «ВСМПО» в городе Верхняя Салда Свердловской области и «АВИСМА» филиал в городе Березники Пермского края, которые связаны между собой единой технологической цепочкой. Компания имеет представительство в Москве.

## История
В феврале 1929 года на станции Сетунь Московской области началось строительство завода по производству полуфабрикатов из алюминиевых и магниевых сплавов. 1 июля 1934 года состоялся пуск предприятия в эксплуатацию. Это был первый в Советском Союзе специализированный завод, поставляющий подобную продукцию для создания самолётов и авиационных моторов. В январе 1934 года завод из ведения Главцветметобработки передан в ведение Глававиапрома. Заводу присваивается номер — № 95.
В 1934 специалистами завода под руководством главного металлурга С. М. Воронова был создан сплав повышенной прочности М-95, который применялся для изготовления силовых элементов скоростного бомбардировщика СБ (АНТ-40). К началу Великой Отечественной войны бомбардировочная авиация СССР на 94 % состояла из этих самолётов. В 1935 освоены ковкие алюминиевые сплавы АК 5 и АК 6. Они до сих пор используются в промышленности. А тогда впервые были применены для создания двигателя М-88 для дальнего бомбардировщика ИЛ-4 (ДБ-3Ф). Успехи завода в разработке и освоении новых технологий были настолько серьёзны, что на Всесоюзной конференции по производству и обработке цветных металлов все основные доклады делали представители завода № 95.
К 1941 году заводом № 95 была решена проблема широкого применения штамповок из алюминиевых сплавов. Освоение производства штампованных лопастей, картеров, поршней, других деталей предопределило важный этап в отечественном моторостроении. Здесь было налажено массовое производство новых видов листовых материалов и прессованных профилей, что создало предпосылки для развития производства новых конструкций самолётов.
В конце 1930-х годов мощностей традиционных производителей магния — Днепропетровского и Соликамского заводов — явно не хватало. В 1939 году Экономсовет СССР принимает решение о создании ещё одного магниевого завода в городе Березники Пермской области (с 8 марта 1940 года по 2 октября 1957 года — Мо́лотовская область.). В апреле 1941 года утверждён технический проект и генеральная смета строительства Березниковского магниевого завода (БМЗ), ставшего родоначальником «Ависма». В проекте была предусмотрена колоссальная для того времени производительность — 11 тысяч тонн в год готовой магниевой продукции и технологическая схема, обеспечивающая передачу сторонним потребителям 50 % производимого хлора.

### Военные годы
После первых бомбардировок Завода № 95 в июле 1941 года, принимается решение о создании завода-дублёра на Урале в городе Верхняя Салда, которому был присвоен номер — № 491. 8 октября 1941 года Государственный комитет обороны принимает решение о полной эвакуации Завода № 95 из Московской области в город Верхняя Салда Свердловской области. К 5 ноября 1941 г. было отправлено 1197 вагонов с оборудованием, материалами, готовыми изделиями. Эвакуировалось большинство работающих и членов их семей. Первая продукция трубопрессовым цехом была получена в октябре 1941 года.
19 ноября 1941 года завод-дублёр № 491 объединился с эвакуированным подмосковным заводом, новому предприятию присвоен номер — № 95. К весне 1942-го завод достиг довоенного объёма выпуска продукции, годом позднее — превысил проектные мощности в шесть раз. С 1941 года по 1944 год завод являлся единственным поставщиком полуфабрикатов из алюминиевых и магниевых сплавов для нужд авиации и флота СССР.
Здесь же разместился завод № 519 Наркомата цветной металлургии СССР, образованный для производства прокатно-тянутых изделий из сплавов на основе меди на базе части эвакуированного оборудования заводов им. Ворошилова, «Красный выборжец» (Ленинград), «Свобода» (Москва), Кольчугинского завода им. Орджоникидзе.
С началом Великой Отечественной войны в первоначальный проект строительства БМЗ были внесены существенные изменения. 16 января 1942 года был утвержден упрощенный проект строительства БМЗ, разработанный генеральным проектировщиком БМЗ — ленинградским институтом «Гипроалюминий». Первая очередь БМЗ была рассчитана на производственную мощность — 3,3 тысячи тонн магния в год. 22 июня 1943 года здесь получили первый слиток (чушку) магния, который отлили Порфирий Бармак и Василий Дзюба под руководством мастера Михаила Беспятых. Этот день считается днём рождения березниковского филиала корпорации — «Ависма».
В начале войны в авиапромышленности действовало лишь одно кузнечно-штамповочное производство — завода № 95. Здесь осваивались и усовершенствовались принципиально новые технологические процессы производства точных штамповок. В этот период значительно возросло производство поршней из сплавов АК2 и АК4, деталей и узлов моторов водяного охлаждения; носков и полукартеров, не требующих механической обработки поверхностей; монолитных поковок корпусов картеров; штамповок лопастей воздушных винтов и других изделий. В срочном порядке был освоен выпуск комплекта точных штамповок из сплава АК6 для производства скоростного пикирующего бомбардировщика СБ. В кооперации с УЗТМ впервые в мировой практике было освоено производство сложных штамповок полукартеров и носков картеров звездообразных авиационных двигателей воздушного охлаждения, непосредственно из литых цилиндрических заготовок.
Была завершена отработка и освоена промышленная технология производства сплава Д16, тогда как в довоенное время и первые годы войны продукцию изготавливали главным образом из дуралюминов Д1 и Д6. Отечественное самолётостроение получило экономичные полуфабрикаты улучшенного качества, что существенно расширило его технические возможности.
За самоотверженный труд в годы Великой Отечественной войны, 16 сентября 1945 года Завод № 95 в Верхней Салде награждён высшей государственной наградой СССР — Орденом Ленина, а 16 апреля 1946 года на вечное хранение предприятию передано Красное Знамя Государственного Комитета Обороны (ГКО), хранящееся сейчас в его музее.

### Развитие
В 1950-е годы в СССР началось бурное развитие авиационной и ракетной техники, создание отечественного подводного флота и атомной промышленности. Всё это требовало применения новых материалов, соответствующих жёстким требованиям эксплуатационных характеристик, одним из таких материалов стал титан. 9 марта 1954 года Совет Министров СССР принял постановление № 407—177 «О мерах по реализации производства титана» для нужд реактивной техники, в котором ставилась задача разработки и внедрения в производство технологии изготовления листов из технического титана и его сплавов из слитков весом 100—500 кг. Организация подобного производства была начата в Верхней Салде на заводе № 519 МЦМ в октябре 1954 года. Слитки поставлялись с Подольского химико-металлургического завода (ПХМЗ).
Решением Совета Министров СССР от 21 июня 1956 года перед заводом в Верхней Салде была поставлена задача: начать крупносерийное производство слитков и полуфабрикатов из титановых сплавов, с выпуска 5,5 тыс. т в 1957 году до 25 тыс. т в 1960. На базе Березниковского магниевого завода (БМЗ) предполагалось построить новый титано-магниевый комбинат с производством 8 тысяч тонн титана в слитках в год.
В 1956 году на Заводе № 95 началось освоение технологии производства труб, титановых профилей, производства штамповок и поковок из титановых сплавов. 17 февраля 1957 года выплавлен первый титановый слиток сплава ВТ 1-1 массой 4 кг и диаметром 100 мм. Вел плавку В. В. Тетюхин, непосредственное участие в её подготовке принимали А. Л. Андреев, Ю. А. Кунцев, Ю. М. Прилуцких, А. Н. Щетников, П. Г. Павлов.
25 февраля 1957 года Завод № 95 объединился с Заводом № 519 с присвоением объединённому заводу номера — № 95. Директором объединённого предприятия назначен Гавриил Дмитриевич Агарков, возглавлявший Завод № 95 с 1952 года. С 1958 года на предприятии началось серийное производство слитков, с 1959 года — штампованных и прессованных изделий из титановых сплавов, а в 1960-м разработана и внедрена технология производства высокопроцентного (70 %) ферротитана. 29 июня 1961 года Завод № 95 переименован в Верхнесалдинский металлообрабатывающий завод (ВСМОЗ). Постановлением Совета Министров СССР № 215-9 от 9 апреля 1970 года заводу присвоено имя В. И. Ленина. 20 мая 1982 года приказом министра авиапромышленности № 159 ВСМОЗ имени В. И. Ленина присвоено наименование «Верхнесалдинское металлургическое производственное объединение» (ВСМПО). Годом позднее коллектив завода был награждён Орденом Октябрьской Революции за заслуги в развитии авиационной металлургии.
С 1957 по 1990 годы ВСМПО являлось крупнейшим поставщиком полуфабрикатов из титана для авиационной, космической и военной промышленности, судостроения. В 1960—1980-е годы здесь вступают в строй мощные специализированные цехи: кузнечно-прессовый, оснащенный уникальным оборудованием (в том числе один из крупнейших в мире вертикальный гидравлический пресс усилием 75 тыс. тс), плавильный (в 1976 году здесь был выплавлен крупнейший в мире титановый слиток массой 15 т), листо- и сортопрокатный, осваиваются технологии выпуска широкой номенклатуры продукции ответственного назначения. В 1989 году предприятием было выплавлено более 100 тысяч тонн титановых слитков, что на 30 % больше, чем у остальных производителей титана в мире. В 1991 году объём выплавленных на ВСМПО титановых слитков на 50 % превысил общий объём производства титановых слитков в США, Европе и Японии вместе взятых, при этом до 55 % произведенного титана шло на нужды авиации Советского Союза, 15 % — на космические разработки и ракетную технику, до 25 % — на флот, остальное — на базовые отрасли экономики.
В 1960—1980-е гг. предприятием руководили Г. Д. Агарков и В. К. Александров. С января 1989 г. ВСМПО стало работать в условиях хозрасчёта, с января 1990 — становится арендным предприятием. В июне 1991 года председателем арендного предприятия — генеральным директором становится Н. Ф. Калмыков.

### После перехода под контроль «Ростеха»
В 2005 году обострился конфликт между акционерами ВСМПО-Ависма — Владиславом Тетюхиным, Вячеславом Брештом и группой «Ренова». «ВСМПО-Ависма» была уже единой компанией, акционеры подписали трастовое соглашение. В нём был прописан механизм «русской рулетки»: с весны 2005 года любой собственник имел право объявить цену, по которой он готов купить акции партнёров или продать свои. «Ренова» запустила рулетку сразу же, как закончился мораторий на войну, назначив цену 96 $ за акцию — значительно ниже, чем оценивал рынок (более 116 $). В итоге, компания «Ренова» купила пакет за 40 млн $, а продала за 130 млн $.
Так для стабилизации ситуации на предприятии в 2006 году акционером ВСМПО-Ависма становится «Рособоронэкспорт». Акционерные войны и судебные разбирательства фактически парализовали производство. Износ оборудования достигал 65 %, были накоплены огромные кредиты и долги. Решить ситуацию и спасти стратегически важный для страны титановый актив могло только вмешательство государства — в 2006 году титановый холдинг перешёл под контроль «Рособоронэкспорта», войдя, тем самым, в состав. Ростеха. «Верхне-Салдинское предприятие — это единственный в стране производитель титана, поставщик нашей оборонной промышленности», — так прокомментировал покупку акций ВСМПО-Ависма Сергей Чемезов, который в то время занимал должность гендиректора «Рособоронэкспорта». В 2006 году основные заказчики «ВСМПО-Ависма» были обеспокоены акционерным кризисом в компании и рассматривали варианты долгосрочного обеспечения своих потребностей закупкой у американских и японских производителей, и Россия могла потерять своё место на мировом рынке.
Сделка по приобретению «Рособоронэкспортом» контрольного пакета ВСМПО-Ависма была закрыта в сентябре 2006 года. В собственности «Рособоронэкспортом» на тот момент оказалось 66 % акций «ВСМПО-Ависма» (около 4 % осталось у Тетюхина, остальное новые владельцы заложили по кредиту). В ноябре того же года было проведено общее собрание акционеров, на котором был избран новый совет директоров. Его возглавил гендиректор «Рособоронэкспорта» Сергей Чемезов, а представители дочерней компании «Рособоронэкспорта» «Оборонимпэкс» Михаил Шелков и Михаил Воеводин вошли в состав совета директоров. После создания в 2007 году на основе «Рособоронэкспорта» корпорации «Ростех» (до декабря 2012 года носила название «Ростехнологии») контроль над ВСМПО-Ависма перешёл к ней. Для расчетов с бывшими акционерами «Рособоронэкспорт» привлек кредит — около 1 млрд $ от консорциума госбанков во главе со Сбербанком. Как эти деньги распределились между собственниками, точно неизвестно. Около 4 млрд рублей Тетюхин вложил в строительство медицинского центра в Нижнем Тагиле, производство титановых имплантатов в Туле и медицинской мебели в Рязани.
В 2006—2007 годы происходило формирование расклада сил на мировом титановом рынке — крупнейшие в мире производители авиационной техники Boeing и Airbus выбирали поставщиков титановых сплавов на будущее десятилетие. Титановый рынок весьма консервативен и надежность партнёра и его стабильность порой оказываются ключевым фактором. Получить крупнейшие контракты ВСМПО-Ависма помогло именно вмешательство в сложившуюся ситуацию «Ростеха». В итоге корпорация стала партнером крупных авиационных компаний и крупнейшим поставщиком на мировом рынке титановых полуфабрикатов.
В 2007 году было подписано соглашение о создании совместного предприятия ВСМПО-Ависма и Boeing, занимающегося первичной механической обработкой заготовок) Ural Boeing Manufacturing (UBM). В июле 2009 года оно вступило в эксплуатацию. Все ключевые контракты с авиапроизводителями были перезаключены: в 2009 году в присутствии Путина был подписан контракт с Airbus до 2020 года (4 млрд $), в 2012 году — с Boeing до 2018 года.
В 2007 году из-за аварии на первом руднике Уралкалия были поставлены под угрозу поставки сырья с Украины по железной дороге. Рассматривался вариант перегрузки на речной транспорт. В 2010 году открытие ветки Яйва — Соликамск решило вопрос надёжности поставок.
В начале 2008 года было объявлено о подписании долгосрочного контракта с французской компанией Safran SA, который вывел «ВСМПО-Ависма» на позиции основного поставщика титана для группы международных производителей. Сумма контракта свыше 300 млн $.
В 2008 году была учреждена дочерняя компания корпорации ВСМПО-Ависма «ВСМПО Титан Украина» (ранее — ЗАО «Трубный завод ВСМПО-Ависма»). Её производственная площадка расположена в Никополе Днепропетровской области. Основная продукция компании — бесшовные титановые трубы для энергетики, химического машиностроения, судостроения и других отраслей экономики.
Из-за мирового экономического кризиса, начавшегося в 2008 году, ВСМПО-Ависма пришлось сократить объём финансирования своей инвестиционной программы. Однако модернизацию предприятия удалось продолжить, увеличив сроки реализации. Увольнений удалось избежать, однако часть работающих перешло на неполную рабочую неделю. Это решение позволило в 2012 году на 10 % (31,3 тыс. тонн) превысить исторический максимум производства титана (27,4 тыс. тонн в 2007 году) с момента основания корпорации. Основной показатель эффективности деятельности компании — чистая прибыль — выросла более, чем 40 раз: со 173 млн рублей в 2009 году до 7,1 млрд рублей в 2012 году.
«Ростех» инвестировал в основные фонды 800 млн долларов. Эти средства Госкорпорация привлекала под рыночные кредиты на модернизацию.
В 2011 году корпорация «ВСМПО-Ависма» приобрела у группы частных инвесторов за неназываемую сумму лицензию на разведку и добычу ильменита на крупнейшем месторождении в России — Центральном, расположенном в Тамбовской области. Инвестиции в проект руководитель компании Воеводин оценил в зависимости от технологий в 300—600 млн долларов. По его словам, месторождение может стопроцентно удовлетворить потребности «ВСМПО-Ависма» в титановом сырьё более чем на 100 лет.
В мае 2011 года было создано дочернее предприятие корпорации ВСМПО-Ависма VSMPO-Tirus (Beijing) Metallic Materials Ltd. Офисы и склады компании были размещены в Пекине и в провинции Тяньцзинь, которая входит в зону свободной торговли.
Летом 2012 года корпорация ВСМПО-Ависма вышла на новый для себя рынок добычи сырья. Корпорация приобрела контроль над днепропетровским Демуринским горно-обогатительным комбинатом. В развитие этого предприятия инвестировано около 30 млн $. Оно обеспечивает потребности ВСМПО-Ависма в титановом сырьё на 30—40 %. В перспективе планируется выйти на ежегодный уровень производства 50 тысяч тонн ильменитового, 13 тысяч тонн рутилового и 3 тысячи тонн циркониевого концентрата.
В 2012 году корпорация ВСМПО-Ависма заключила первые долгосрочные соглашения с российскими потребителями — холдингом «Сухой» и Пермским моторостроительным заводом. С иностранными потребителями практика заключения долгосрочных контрактов существует уже давно. ВСМПО-Ависма также развивает сотрудничество с Китаем. В 2012 году был подписан контракт на поставку деталей для китайского самолёта COMAC C919, который находится в стадии разработки.
В 2014 году корпорация ВСМПО-Ависма и американский авиастроительный концерн Boeing продлили долгосрочный контракт на поставку титанового проката до 2022 года. По условиям продлённого контракта ВСМПО-Ависма продолжит снабжать компанию Boeing и её поставщиков титановым прокатом в согласованных ежегодных объёмах, чтобы обеспечить потребности производства гражданских самолётов. В июле 2014 года корпорация ВСМПО-Ависма и компания Airbus подписали соглашение о запуске проекта по механической обработке на мощностях ВСМПО-Ависма для программы A350 XWB, а также соглашение о поставке штамповок и боковых панелей для двигателей самолётов А320neo. Первые поставки по контракту начнутся уже в 2015 году. Соглашение по механической обработке, впервые подписанное между компаниями, знаменует собой новый этап взаимоотношений между ВСМПО-Ависма и Airbus и находится в полном соответствии со стратегией компаний развивать проекты с продукцией более высокой добавочной стоимости. В этом же году корпорация ВСМПО-Ависма подписывает ряд важных соглашений: с французским производителем двигателей SAFRAN было подписано долгосрочное соглашение на поставку титановых плит для производства кромки вентиляторной лопатки двигателя LEAP. Ожидаемая выручка по настоящему соглашению составит приблизительно 50 млн $. Вновь подписанное соглашение рассчитано ещё на 10 лет партнёрства.
С компанией Bombardier Aerospace было подписано соглашение о переводе изготовления текущего пакета титановых изделий крыльевой группы для самолётов коммерческой авиации C-Серии с поковок на сложноконтурные штамповки. Также в рамках имеющегося долгосрочного соглашения между компаниями, достигнута договорённость о значительном расширении нынешней линейки продукции, поставляемой ВСМПО-Ависма, в которую будут включены новые сложноконтурные титановые детали. Была достигнута договоренность о расширении сотрудничества с ведущим производителем аэрокосмических конструкций Aernnova Aerospace, S.A.U. Достигнутые договорённости охватывают период до 2020 года и рассматриваются обеими компаниями как важный шаг в дальнейшем развитии взаимовыгодных деловых отношений. С французской компанией Figeac Aero был подписан меморандум о сотрудничестве в рамках проекта особой экономической зоны «Титановая долина». Документ предполагает долгосрочное партнёрство в части механической обработки титановых деталей и изготовления готовых подузлов и узлов. Летом 2014 года было подписано долгосрочное соглашение с немецкой фирмой-изготовителем комплексных трубных и вентиляционных систем для аэрокосмической промышленности PFW Aerospace GmbH о поставке титановых бесшовных труб. В соответствии с контрактом Корпорация ВСМПО-Ависма станет крупным поставщиком титановых труб для фирмы PFW до 2019 года.
В 2015 году «ВСМПО-Ависма», компания Boeing и Уральский федеральный университет объявили о подписании соглашения о стратегическом партнёрстве. Стороны будут осуществлять взаимодействие в сфере научной и исследовательской деятельности в области разработки, производства и внедрения новых титановых сплавов и технологий. Результаты этого сотрудничества будут в первую очередь направлены на повышение эффективности и конкурентоспособности ВСМПО. Партнёрство также предполагает деятельность в области подготовки и повышения квалификации специалистов, включая стажировки и работу по обмену для студентов и сотрудников научных и инженерных подразделений участников соглашения.
В июле 2015 года корпорация ВСМПО-Ависма подписала три долгосрочных соглашения с компанией Rolls-Royce plc на 2016—2025 годы. Согласно условиям новых соглашений ВСМПО-Ависма будет поставлять Rolls-Royce титановый прокат и полуфабрикаты, включая поковки дисков и колец из различных титановых сплавов. Ожидаемый доход от соглашений потенциально превысит 300 млн долларов США. В августе 2015 года компания Boeing и корпорация ВСМПО-Ависма объявили о достижении соглашения на поставку титановых штамповок для нового композитного крыла 777X. Таким образом, корпорация становится ключевым поставщиком Boeing для программы 777X. Также в 2015 году ВСМПО-Ависма и Airbus в первый день международного авиационного салона МАКС-2015 компании презентовали первую мехобработанную деталь, которая будет использоваться для производства шасси самолёта А350-900. Соглашение по мехобработке для программы А350-900 было объявлено на авиасалоне Фарнборо в 2014 году. Спустя год, первая штамповка по контракту с получистовой механической обработкой была поставлена заказчику. Это самая большая структурная титановая деталь, которую ВМСПО-Ависма поставляет Airbus. В августе 2015 года корпорация ВСМПО-Ависма и «AVIC Aircraft Company., Ltd» (подразделение Xi’an, Китай) пришли к соглашению по подписанию долгосрочного соглашения по поставкам титановых полуфабрикатов, которые производит ВСМПО-Ависма.
В ноябре 2015 года корпорация ВСМПО-Ависма, холдинг «Вертолеты России» и ООО «ЦЗЛ ВИ» подписали долгосрочное соглашение на поставку титановой продукции под новые проекты российских вертолётов на период 2016—2018 гг. В рамках соглашения ВСМПО-Ависма поставляет практически всю номенклатуру выпускаемой продукции: штамповки, поковки, прутки, трубы, листы, плиты, профили и т. д. Продукция, поставляемая ВСМПО используется холдингом «Вертолеты России» для реализации следующих проектов: Ми-8/17, Ка-52, «Ансат», Ка-226Т и др.
В июле 2016 года корпорация ВСМПО-Ависма и SAFRAN подписали долгосрочные соглашения на поставку титанового проката.
В сентябре 2016 года АО «Арконик СМЗ», крупнейший российский производитель алюминиевых полуфабрикатов, и корпорация «ВСМПО-Ависма» объявили о начале операционной деятельности совместного предприятия — АО «АлТи Фордж». Совместное предприятие объединяет уникальные и дополняющие друг друга технические возможности компаний в производстве крупногабаритных штамповок на базе Самарского металлургического завода (АО «Арконик СМЗ»). Совместное предприятие будет производить детали из титановых и алюминиевых сплавов, такие как элементы шасси и крыла современных самолётов, для удовлетворения потребностей мировой аэрокосмической промышленности.
В декабре 2016 года Boeing и «ВСМПО-Ависма» приняли решение о расширении мощностей завода Ural Boeing Manufacturing. 19 сентября 2018 года был открыт второй производственный комплекс совместного предприятия, разместившийся в особой экономической зоне «Титановая долина» в Свердловской области. На новом заводе осуществляется механическая обработка титановых штамповок для программ гражданских самолётов Boeing, включая новейшие модели самолётов Boeing 737 MAX, Boeing 777, Boeing 787. Предприятие включает в себя производственный корпус, оснащённый самым современным станочным парком, административное здание и сопутствующую инфраструктуру.
В январе 2021 года «ВСМПО-Ависма» и американская авиастроительная компания Boeing заключили долгосрочный контракт на поставку титановой продукции. Российская компания будет поставлять Boeing и её поставщикам титановые поковки. Их будут использовать для изготовления различных самолётов, в частности 787 Dreamliner, 777, 767 и 737.
В ноябре 2021 года «ВСМПО-Авима» и Boeing подписали меморандум об увеличении нагрузки СП Ural Boeing Manufacturing (UBM) и объёма инвестиций в НИОКР. В рамках документа «ВСМПО-Ависма» сохраняет статус крупнейшего поставщика титана для продукции Boeing.

## Собственники и руководство
В период с 1992 по 2008 год генеральным директором компании был Владислав Тетюхин. Ранее, до 1992 года, В. Тетюхин в течение ряда лет занимал должность заместителя главного металлурга ВСМПО, начальника лаборатории (Всесоюзного института авиационных материалов, ВИАМ). По данным журнала «Форбс», в 2005 году, до продажи акций «ВСМПО-Ависма» «Ростеху», личное состояние В. Тетюхина оценивалось в 390 млн долл. В 2011 году его состояние оценивалось в 650 млн долларов США. Тетюхин вышел из состава акционеров ВСМПО-Ависма в ноябре 2012 года. Финансирует строительство медицинского комплекса в Нижнем Тагиле — ООО «Госпиталь восстановительных инновационных технологий» стоимостью 2,5 млрд рублей. В 2008 году являлся президентом корпорации ВСМПО-Ависма, с 2009 года — советник генерального директора по науке и технологии, член совета директоров.
66 % акций «ВСМПО-Ависмы» принадлежало «Оборонимпэксу», дочерней компании «Ростеха». На конец 2007 года капитализация компании на фондовой бирже РТС составляла 3,5 млрд $.
27 ноября 2012 года было объявлено о том, что «Ростех» сократит своё присутствие в акционерном капитале ВСМПО-Ависма до блокпакета. Акции приобрели гендиректор корпорации Михаил Воеводин, член совета директоров Михаил Шелков, заместитель гендиректора Алексей Миндлин, а также директор по правовым вопросам корпорации Артем Кисличенко и главный бухгалтер Дмитрий Санников. Сумма сделки, которую профинансировал Сбербанк под залог покупаемых акций, составила 965—970 млн $. «Ростех» продал менеджменту корпорации «ВСМПО-Ависма» 45,42 % акций, ранее команда управленцев скупила на открытом рынке около 4,6 % акций предприятия. Эти пакеты акций были переданы в созданное для данной сделки ЗАО «Бизнес Альянс Компани» (БАК), где 75 % плюс одна акция принадлежали менеджменту, а 25 % минус одна акция — «Газпромбанку». Таким образом, БАК будет контролировать 50 %+1 акция «ВСМПО-Ависма», блокирующий (25 %+1 акция) пакет остался у «Ростеха».
Комментируя сделку, гендиректор «Ростеха» Сергей Чемезов подчеркнул, что акции ВСМПО-Ависма были проданы с существенной премией к рынку. Приобретающие акционеры платят по 187 долларов за акцию, в то время как средневзвешенная цена акции на объединённой бирже ММВБ-РТС за последние три месяца перед сделкой составила 161 доллар. В день объявления о сделке акции ВСМПО-Ависма на ММВБ выросли к 12:30 на 4,15 %. В публикации Financial Times отмечалось, что эта сделка позволит менеджменту ВСМПО-Ависма действовать с большей свободой. Вместе с тем, в статье подчеркивалось, что государство сохранит значительное влияние на предприятие.
Сергей Чемезов открыто объявлял о поиске стратегического инвестора. По его словам, было очень много желающих купить предприятие с выручкой более 1 млрд $ и многолетними гарантированными. Интересовались активом «ВСМПО-Ависма» и два инвестбанка — российские и иностранный, но предлагали цену с дисконтом к рынку. В итоге предложение о покупке контрольного пакета акций получил «Ростех». В качестве основного платежа за выкуп контрольного пакета «ВСМПО-Ависма» менеджеры «Ростеха» возьмут на себя обязательства «Ростеха» перед Сбербанком — это долг, взятый ещё для выкупа долей Тетюхина и Брешта (495 млн $). Для сделки менеджеры «ВСМПО-Ависма» создали совместное предприятие с Газпромбанком в долях 75 % плюс одна акция на 25 % минус одна акция (у «Ростеха» остается блокпакет «ВСМПО-Ависма»). Непосредственно деньгами СП заплатит «Ростеху» 180 млн $. Ещё около 300 млн $ ушли на погашение долга госкорпорации перед ВТБ, который был одним из кредиторов предыдущей сделки с «ВСМПО-Ависма». Михаил Воеводин говорит, что для осуществления этих операций менеджерам удалось занять деньги у банков.
Как сообщили информационные агентства, в феврале 2014 года менеджмент ВСМПО-Ависма во главе с Михаилом Шелковым и Михаилом Воеводиным выкупил у Газпромбанка 15 % акций титановой компании. Это подтвердили совладелец и гендиректор корпорации Михаил Воеводин и вице-президент банка Андрей Зокин. Последний заявил, что банк «достиг целевого уровня доходности, который планировался при вхождении в сделку». Цена продажи пакета, по его словам, «немного превысила текущие рыночные котировки». На Московской бирже накануне 15 % акций ВСМПО стоили 14,35 млрд руб. Михаил Воеводин уточнил газете «Коммерсант», что кредит для выкупа акций у Газпромбанка предоставил Сбербанк, который выступил и финансовым консультантом, но детали стороны не раскрывают. Таким образом, БАК консолидировал около 65 % акций, ещё 25 % у «Ростеха», остальное — free float.
Не менее 5 % акций владеет «Национальный расчётный депозитарий». Общее количество лиц с ненулевыми остатками на лицевых счетах, зарегистрированных в реестре акционеров эмитента на конец 2013 года — 3697.
В апреле 2015 года акционеры «ВСМПО-Ависма» досрочно переизбрали совет директоров, в который вошли глава «Ростеха» Сергей Чемезов, исполнительный директор «Ростеха» Сергей Куликов, гендиректор компании Михаил Воеводин, вице-президент «Газпромбанка» Андрей Зокин, первый замгендиректора компании Николай Мельников, советник гендиректора Владислав Тетюхин, заместитель генерального директора ООО «Объединенные инвестиции» Михаил Шелков. Собрание акционеров утвердило новые редакции устава общества, положения о совете директоров, гендиректоре, об общем собрании акционеров и ревизионной комиссии.
В декабре 2019 года на общем собрании акционеров «ВСМПО-Ависма» был избран новый состав Совета директоров. На основании итогов голосования избраны: Чемезов Сергей Викторович, Шелков Михаил Евгеньевич, Воеводин Михаил Викторович, Леликов Дмитрий Юрьевич, Кузюк Максим Вадимович, Каменской Игорь Александрович, Зокин Андрей Александрович. На заседании 6 мая 2020 года совет директоров назначил исполняющим обязанности генерального директора корпорации Максима Кузюка.
11 января 2021 года компанию возглавил бывший руководитель «Уралкалия» Дмитрий Осипов.
4 апреля 2023 года Дмитрий Осипов покинул пост генерального директора Корпорации, и исполняющим обязанности генерального директора был назначен его первый заместитель Николай Мельников.
17 июля 2023 года генеральным директором корпорации был назначен Дмитрий Валериевич Трифонов, до этого работавший исполнительным директором филиала «АВИСМА» в городе Березники.
В ноябре 2021 года указом Президента России Владимира Путина 0,0004 % уставного капитала (5 акций) отойдут «Ростеху» от Росимущества.
По состоянию на ноябрь 2021 года, основным собственником Корпорации является Михаил Шелков (через ООО «Промышленные инвестиции»). Ему принадлежит 65,27 % акций корпорации. «Ростех» миноритарный акционер корпорации, через дочернее ООО «РТ-Развитие бизнеса» владеет 25 % плюс 1 акция «ВСМПО-Ависма»

## Деятельность
Конкурентов «ВСМПО-Ависма» на рынке производства титановых полуфабрикатов в России практически нет, хотя существует ряд предприятий, основной или второстепенной деятельностью которых является производство титановой продукции.
ВСМПО-Ависма интегрирована в мировую авиакосмическую промышленность и является для многих компаний основным стратегическим поставщиком изделий из титана. В 2020 году численность сотрудников компании составляла около 20 тыс. человек.
Около 60 % продукции поставляется на экспорт. Корпорация обеспечивает до 40 % потребностей Boeing в титане, 60 % потребностей EADS, 100 % — Embraer. В 2012 году корпорация увеличила долю на мировом рынке медицинского титана до 23 %. При этом в 2012 году возросли объёмы заказов со стороны российских потребителей, предварительный заказ составлял 10 тыс. т, закуплено было более 12 тыс. т. В постсоветское время российские потребители не заказывали больше 7 тыс. т, в среднем заказ составлял 5—6 тыс. т. в год.
Порядка 30 % производимого корпорацией титана идет на промышленное производство, 40 % — на авиастроение, 20 % — на двигателестроение и 10 % — на производство ракет. Помимо этого, «ВСМПО-Ависма» поставляет титан и алюминий (и изделия из них) для других отраслей хозяйства, а также выпускает товары народного потребления. До конца 2012 года «ВСМПО-Ависма» производила кованые колесные диски. Компания ВСМПО является одной из трёх российских компаний, имеющих международную аккредитацию «Nadcap» для производителей в аэрокосмической и военной промышленности.
Партнёрами организаций являются более 300 компаний в 48 странах мира, среди которых ведущие мировые авиастроительные компании Boeing, Airbus, SNECMA, Rolls Royce, Pratt&Whitney. Корпорация интегрирована в мировую авиакосмическую промышленность и является ведущим поставщиком авиационного титана для Airbus и we.
До 2015 года корпорация намерена инвестировать в модернизацию производства 800 млн $.
Основное производство компании находится в Свердловской области (город Верхняя Салда). Также в структуру входит Березниковский титано-магниевый комбинат «Ависма», производитель титановой губки, исходного сырья для производства титана.
С 2005 года руководство корпорации лоббирует идею организации на территории Верхнесалдинского городского округа особой экономической зоны (ОЭЗ) промышленно-производственного типа. В декабре 2010 года Правительством РФ принимается решение о создании ОЭЗ «Титановая долина». Проект позволит повысить степень привлекательности корпорации, увеличить глубину переработки и объём реализации продукции и, как следствие, поступление средств в бюджеты всех уровней, способствуя решению социальных проблем региона. Резидентом ОЭЗ является предприятие «ВСМПО-новые технологии». 18 ноября 2013 года компания Boeing и Госкорпорация «Ростех» подписали меморандум о создании на территории ОЭЗ «Титановая долина» второго в России совместного предприятия — завода по обработке штамповок для новейших пассажирских лайнеров американской авиастроительной компании, который увеличит текущие производственный мощности корпорации вдвое. Строительство предполагается начать в 2014 году.
8 июля 2015 года «ВСМПО-Ависма» подписала три соглашения с британской компанией Rolls-Royce о поставках своей продукции до 2025 года на общую сумму около 300 млн $.
До конца 2015 года «ВСМПО-Ависма» намерена начать разработку Волчанского титаноциркониевого месторождения. Участок расположен в Днепропетровской области (Украина). Общий объём запасов ильменита, рутила, циркона и других полезных ископаемых на месторождении оценивается в 5 миллионов тонн, сообщили «Уралинформбюро» в пресс-службе корпорации. Ранее «ВСМПО-Ависма» рассчитывала приступить к разработке в 2016 году. При этом максимального уровня добычи — 50 тысяч тон в год — планировалось достичь к 2018 году.
В октябре 2016 года бразильская Компания Embraer — один из мировых лидеров самолётостроения — объявила «ВСМПО-Ависма» «Поставщиком года-2016». Награда присуждена в номинации «Поставщик сырья». Церемония награждения состоялась 18 октября в бразильском городе Сан Жозе дус Кампус в рамках ежегодной Конференции поставщиков. «ВСМПО-Ависма» поставляет для Embraer плиты, листы, прутки, трубы и штамповки. Корпорация также активно сотрудничает с Embraer по новым проектам, так, на фирму уже поставлена первая партия штамповок деталей шасси для нового самолёта Е2.
В ноябре 2016 года в Екатеринбурге состоялась церемония вручения премии «Человек года» по версии журнала «Деловой квартал». Победителем в номинации «Промышленник года» признан генеральный директор «ВСМПО-Ависма» Михаил Воеводин. Экспертный совет оценил достижения «ВСМПО-Ависма» за последние два года. В числе масштабных инвестиционных проектов корпорации — открытие совместного предприятия «АлТи Фордж» с компанией «Арконик СМЗ», создание производственного комплекса по механообработке штамповок на территории особой экономической зоны «Титановая долина» и многое другое.
17 февраля 2017 года «ВСМПО-Ависма» отметила 60-летие со дня выплавки первого титанового слитка в Верхней Салде. К юбилею слитка выпущена памятная книга «Эра большого титана. Начало» — сборник статей, редких документов, фотографий и воспоминаний участников событий.
18 июля 2017 года «ВСМПО-Ависма» и «ОДК-Пермские моторы» подписали дополнительное соглашение к долгосрочному контракту, предусматривающее сотрудничество до 2025 года. Для «ОДК-Пермские моторы» корпорация поставляет полуфабрикаты, максимально приближенные к готовой детали: это крупные штампованные поковки дисков и лопатки авиационных двигателей, сложноконтурные раскатные кольца, листовой и сортовой прокат, которые используются для изготовления авиационных двигателей и газотурбинных установок.
В ходе международного авиационно-космического салона МАКС компании ВСМПО-Ависма и Airbus объявили о расширении стратегического партнёрства. В частности, по итогам проведенных в 2016—2017 гг. тендеров российская титановая корпорация была выбрана Airbus в качестве поставщика на новые виды изделий, включая механообработанные штамповки, в проект А350 XWB. В рамках нового контракта ВСМПО-Ависма будет поставлять механообработанные штамповки различных конфигураций для конструкции пилона и крепления шасси самолёта A350-900.
24 июля 2017 года ВСМПО-Ависма подписала несколько долгосрочных соглашений с компанией Rolls-Royce на период до 2026 года. Согласно условиям новых соглашений ВСМПО-Ависма будет поставлять Rolls-Royce титановые кольца и диски вентилятора для принципиально новых реактивных двигателей. Ожидаемый доход от соглашений потенциально превысит 76 млн $.
В декабре 2017 года ВСМПО-Ависма и правительство Свердловской области заключили специальный инвестиционный контракт (СПИК). Контракт заключен на 7 лет — до 2023 года, и предусматривает сотрудничество, направленное на развитие инвестиционного потенциала региона.
29 мая 2018 года ВСМПО-Ависма в третий раз приняла участие в крупнейшей выставке вертолётной индустрии HeliRussia. Основными результатами выставки стали предварительные договорённости о продлении долгосрочных отношений с холдингом «Вертолёты России» и расширение номенклатуры механообработанных изделий, поставляемых для машин гражданской авиации.
29 января 2019 года в Тулузе, в рамках программы SQIP (Supplier Quality Improvement Programme) прошла конференция поставщиков Airbus, на которой ВСМПО получило награду «Лучший поставщик» (Best Performer) по итогам работы за 2018 год. Компания Boeing также отметила поощрительным знаком российское предприятие за отличное качество и своевременность поставок по итогам 2018 года; компания Embraer признала «ВСМПО-Ависма» «Лучшим поставщиком 2018 года».
Выручка компании за 2016 год выросла с 72 660 млн руб. до 76 222 млн руб. (рост 4,9 %). Чистая прибыль в 2016 г. увеличилась с 14 859 млн руб. до 26 633 млн руб. Основным фактором, повлиявшим на рост чистой прибыли, стал рост курса доллара за 2016 год, который привел к росту экспортной выручки в рублевом эквиваленте на 19 % и снижению убытков от переоценки обязательств, выраженных в иностранной валюте. Этот же фактор повлиял на рост показателя EBITDA за отчётный период, увеличив данный показатель в 1,7 раза или на 14 953 млн руб..
Рост продаж титановой продукции ВСМПО-Ависма в 2018 году в натуральном выражении составил 17 %, достигнув 33,7 тыс. тонн. Выручка корпорации увеличилась с 72 до 89 млрд руб. (рост 23 %), а прибыль от продаж выросла с 22 млрд руб. до 31 млрд руб. (на 40 %). Чистая прибыль предприятия сократилась с 19 138 млн руб. до 18 789 млн руб. (снижение на 2 %). Основным фактором, повлиявшим на сокращение чистой прибыли, стали отрицательные курсовые разницы от переоценки валютных статей баланса: за 2018 год курс доллара вырос на 21 %. Этот же фактор повлиял на снижение показателя EBITDA за отчётный период, сократив данный показатель на 3,4 % или на 988 млн руб. Продажи титановой продукции в общем объёме продаж корпорации в 2018 году в денежном выражении составили 96 %. При этом из всего объёма титановой продукции в натуральном выражении реализация на экспорт составила 68 %, а на внутренний рынок — 32 %. В 2018 году продолжилась реализация масштабной инвестиционной программы, которая охватывает почти все сегменты производственной цепочки: реализован проект по созданию производства по механической обработке штамповок в ОЭЗ «Титановая долина», завершен проект по механической обработке колец большого диаметра, проведена глобальная работа по реконструкции прокатных мощностей и прочее.
В 2021 году компания провела байбэк, выкупив значительную часть акций, находящихся в свободном обращении.
Согласно данным российской таможни, которые опубликовал расследовательский проект Investigate Europe, «ВСМПО-Ависма» с февраля 2022 года по июль 2023 года, используя свои филиалы в Германии и Великобритании, реализовала титан в страны Евросоюза не менее чем на 308 млн долларов. Один из крупнейший партнёров предприятия в ЕС Airbus за год с марта 2022 года купил российского титана не менее чем на 22,8 млн долларов — в четыре раза больше чем за предыдущие 13 месяцев. Несмотря на то, что «ВСМПО-Ависма» с 14 марта 2023 года прекратила идентификацию партнёров в таможенной документации, изменение тенденции не прослеживалось.

### Показатели деятельности
Финансовые показатели (по РСБУ):
|                           | 2005  | 2006   | 2007   | 2008   | 2009   | 2010   | 2011   | 2012   | 2013   | 2014   | 2015   | 2016   | 2017   | 2018   |
| ------------------------- | ----- | ------ | ------ | ------ | ------ | ------ | ------ | ------ | ------ | ------ | ------ | ------ | ------ | ------ |
| Выручка, млрд руб.        | 16,8  | 28,364 | 30,656 | 29,110 | 26,013 | 24,748 | 30,386 | 40,775 | 46,131 | 54,776 | 72,660 | 76,222 | 72,435 | 89,069 |
| Чистая прибыль, млрд руб. | 3,174 | 5,86   | 6,216  | 2,668  | 0,172  | 0,646  | 3,058  | 7,333  | 7,451  | 4,018  | 14,414 | 26,633 | 19,138 | 18,789 |

Выручка компании в 2020 году составила 89 млрд рублей.
|                                     | 2009  | 2010  | 2011  | 2012  | 2013  | 2014  | 2015  | 2016  | 2017  | 2018  |
| ----------------------------------- | ----- | ----- | ----- | ----- | ----- | ----- | ----- | ----- | ----- | ----- |
| Экспорт, тыс. т                     | 14,72 | 14,88 | 16,29 | 17,04 | 17,65 | 17,71 | 16,74 | 19,15 | 20,60 | 23,30 |
| Внутренний рынок (РФ и СНГ), тыс. т | 5,30  | 6,08  | 7,82  | 12,42 | 12,23 | 13,80 | 11,67 | 8,79  | 8,10  | 7,63  |
| Всего отгрузок, тыс. т              | 20,02 | 20,96 | 24,11 | 29,46 | 29,88 | 31,51 | 28,41 | 27,94 | 28,70 | 30,93 |

## Структура

### Филиал ПАО «Корпорация ВСМПО-Ависма» — ВСМПО
ВСМПО (Верхнесалдинское металлургическое производственное объединение) — металлургическое предприятие, включающее полный цикл производства полуфабрикатов из титановых сплавов: от выплавки слитков до изделий с получистовой механической обработкой. Имеет крупнейший в мире плавильно-литейный комплекс, а также листопрокатное, кузнечно-штамповочное, трубопрофильное производства, цехи мехобработки штамповок и нестандартного оборудования. Основной компонент шихты, титановую губку, получает с Ависма. Численность работников филиала ВСМПО по состоянию на 1 января 2019 года — 13,9 тыс. человек.

### Филиал ПАО «Корпорация ВСМПО-Ависма» — Ависма
Ависма — химико-металлургическое предприятие, производящее губчатый титан и титановые порошки, металлический магний и сплавы на его основе, а также химическую продукцию — тетрахлорид титана, пятиокись ванадия, оксихлорид ванадия, меднохлоридный модификатор, флюс бариевый.
В мировом производстве титановой губки «Ависма» занимает самый значительный сектор — около 30 %. «Ависма» — один из крупнейших в России производителей металлического магния и сплавов на его основе. Магний и его сплавы поставляются компаниям по производству автомобильных и авиакосмических деталей, морских судов и нефтегазопроводов. До ликвидации участка литья под давлением в 2011 году «Ависма» являлось единственным в Российской Федерации предприятием, которое выпускало изделия, изготовленные таким методом с последующей механической обработкой. Списочная численность работников филиала Ависма по состоянию на 1 января 2019 года — 5491 человек.
В конце 2011 года на производственной площадке Ависма завершилось строительство линии по производству титановой губки, и в феврале 2012 года был осуществлён выход на полную производственную мощность, которая составляет 44 000 тонн титановой губки в год. В 2019 году на Ависма запланирована реализация масштабных энергетических проектов. Так, в частности, с целью стабильного энергообеспечения производства губчатого титана в плановом режиме ведутся работы по развитию схемы внешнего и внутреннего электроснабжения промышленной площадки.

### Урал Боинг (Ural Boeing Manufacturing)
Совместное предприятие с американским предприятием «Боинг» (беспошлинный вывоз титановых слябов).
Резидент «Титановой долины».
Генеральный директор: Толшин, Дмитрий Анатольевич.
«Основной бенефициар корпорации — зампредседателя совета директоров Михаил Шелков, его структуры контролируют 65,27 % акций „ВСМПО-Ависмы“. Блокирующий пакет — 25 % плюс 1 акция — у госкорпорации „Ростех“».
Начиная с 2006 года «Рособоронэкспорт» и Чемезов занимались оптимизацией «ВСМПО-Ависма». Куликов отвечал за координацию рабочей группы с американским «Боинг». «Боинг» публично объявлял о намерениях закупить титана на 27 млрд долл.
- 2006 — Ависма подписала соглашение с Боинг (США) об обработке титановых штамповок.[источник не указан 916 дней]
- 2009 — совместное предприятие с равными долями Ural Boeing Manufacturing (UBM) начало работу. Церемонию открытия (в Москве) посетили Председатель правительства Путин и министр торговли США Гари Лок.[источник не указан 916 дней]
- 2010 — подписала 5-летнее соглашение на поставку титановых штамповок в США для Boeing 787, 777 и 737.[источник не указан 916 дней]
- 2013 — «Boeing» и «Ростех» подписали меморандум о взаимопонимании по строительству второго завода Ural Boeing Manufacturing (UBM) на территории ОАО «ОЭЗ „Титановая долина“» на Урале.[источник не указан 916 дней]
- 2016 — договорились о запуске второй площадки (UBM 2.0, ориентирована на 787, 737 MAX, 777X[107], мех. обработкa титановых заготовок, 230 раб. мест[108]).
- 2017 — СП «Ural Boeing Manufacturing» стало резидентом «Титановой долины».[источник не указан 916 дней]
- 2018 — Открыта вторая производственная площадка Боинг в Титановой долине.[источник не указан 916 дней]

##### Минторг США исключил «ВСМПО-Ависма» из санкционного списка
- 2023 — Закрыт сайт «Boeing.ru», но не вывоз титановых слябов. (Минторг США в январе отметил, что «ВСМПО-Ависма» была внесена в санкционный список с некорректным названием. Компания была удалена из санкционных списков 2021 года)[источник не указан 916 дней][106].

## После вторжения России на Украину
После вторжения России на Украину компания столкнулась с проблемами в поисках сырья из-за прекращения поставок из Украины, до вторжения, в 2020 году около 80 % сырья компания получала из Украины, в 2021 году доля поставок была 46 %, в 2022 году из-за войны поставки упали почти до нуля.
7 марта 2022 года Boeing приостановил контракт с «ВСМПО-Ависма» на закупку титана. Boeing получал из России треть необходимого для производства самолётов титана.
2 декабря 2022 года Airbus заявил что за несколько месяцев откажется от поставки титана из России. До российского вторжения на Украину компания Airbus покупала 65 % необходимого ей титана у «ВСМПО-Ависма».
23 января 2023 года Высший антикоррупционный суд Украины конфисковал украинские активы Михаила Шелкова: 100 % доли в уставном капитале предприятия «ВСМПО ТИТАН Украина», а также квартиры, автомобили, склад, денежные средства на счетах.

## Санкции
25 сентября 2023 года, на фоне российского вторжения в Украину, США ввели экспортные санкционные ограничения в отношении «ВСМПО-Ависма», с запретом продажи компании товаров и технологий, которые подлежат регулированию, в том числе продукции двойного назначения, которая может быть использована в военных целях. Запрет вводится в отношении продукции как самих США, так и продукции других стран, в которой используются американские технологии. Согласно сообщению властей, введение санкций обосновывается тем что компания «действуют вопреки интересам национальной безопасности или внешней политики США».
19 октября 2022 года «ВСМПО-Ависма» включен в санкционный список Украины, сроком на 5 лет, «за материальную или финансовую поддержку действий, которые подрывают или угрожают территориальной целостности, суверенитету и независимости Украины». Также под санкции попал Михаил Шелков: заместитель председателя совета директоров «ВСМПО-Ависма» и владелец компании «Промышленные инвестиции», которой принадлежат 65,3 % акций «ВСМПО-Ависма», также Шелков владеет 1,15 % акций «ВСМПО-Ависма» напрямую.
21 февраля 2024 года «ВСМПО-Ависма» включена в санкционный список Канады против организаций связанных с военно-промышленным комплексом.
В апреле 2024 года власти Канады разрешили компании Airbus использовать титан из России для собственного производства на территории государства, несмотря на введенные санкции против «ВСМПО-Ависма».